# 上野菜々子
上野 菜々子（うえの ななこ、2000年7月20日-）は、大阪府枚方市出身の女性プロゴルファー。コーナン所属。
7歳からゴルフを始める。
マネジメントエージェントは合同会社NNKエンタープライズ。ミレニアム世代の１人

## アマチュア時代
2010年少学4年  : JGA全国小学生ゴルフ大会34T
2011年少学５年  : JJGAカルビージュニアオールスター3位
2012年小学6年  : スタジオアリス女子オープンジュニアカップ優勝
2012年～2013年は陸上短距離に専念する
2014年中学2年  : 日本女子オープンゴルフ選手権競技出場CUT116位
2015年  : 日本ジュニアゴルフ選手権競技12歳～14歳の部11T
2016年高校1年  : 大王製紙エリエール女子オープン41Tベストアマチュア
2016年高校1年  : 大王製紙エリエール女子オープン41Tベストアマチュア
2017年高校2年
- 関西ジュニアゴルフ選手権3T
- 日本高校ゴルフ選手権4T
- 関西女子アマチュアゴルフ選手権優勝
- 日本女子アマチュアゴルフ選手権14T
- 日本ジュニアゴルフ選手権15歳～17歳の部7T
- 大王製紙エリエール女子オープン33T　2年連続ベストアマチュア
- 2018年高校3年  :
- 関西ジュニアゴルフ選手権優勝
- 関西女子アマチュアゴルフ競技3T
- 日本ジュニアゴルフ選手権15歳～17歳の部17T
- 日本女子アマチュアゴルフ選手権競技死闘の末吉田優利に敗れ2位
- 大王製紙エリエール女子オープン7T 3年連続ベストアマチュア

2019年
- 関西女子アマチュアゴルフ競技
- Hanasaka Ledies Yanmar Golf Tournament4T
- 全米女子オープン出場CUT
- 11月JLPGA日本女子プロゴルフ協会2019年度プロテストを37位タイで不合格

2021年 
- オーガスタアマ出場19位
- 6月2回目の2020年度プロテスト16位タイで合格。
- 6月26日入会（93期生）。

## 出演番組
- 2012年 朝生ワイド す・またん!
- 2017年 ゴルフの翼
- 2019年 真弓&勝成のExpertGOLF